# Агриеш (Бистрица-Насауд)
Агриеш (рум. Agrieș) насеље је у Румунији у округу Бистрица-Насауд у општини Тарлишуа. Oпштина се налази на надморској висини од 389 m.

## Становништво
Према подацима из 2002. године у насељу је живело 874 становника, од којих су сви румунске националности.